# Matt Lucas (rugbista)
Matthew Lucas (Gold Coast, 29 de enero de 1992) es un jugador australiano de rugby que se desempeña como medio scrum y juega en los Brumbies del Super Rugby. Es hermano menor del también jugador de rugby Ben Lucas.

## Carrera
Debutó en la primera de Sunnybank Rugby en 2011, ese año el club ganó el torneo provincial y Lucas jugó con ellos hasta 2013. Al año siguiente, en 2014, se creó la National Rugby Championship y Lucas acordó con los Sydney Rays, juega aquí desde entonces.

### Super Rugby
Fue contratado por los New South Wales Waratahs para el Super Rugby 2013, fue clave en la obtención del único título en la historia de la franquicia como titular indiscutido y jugó con ellos hasta el Super Rugby 2017.
Actualmente juega en los Brumbies tras ser adquirido para la temporada 2018.

## Selección nacional
Su buen nivel le permitieron ser convocado a los Junior Wallabies con los que jugó el Mundial de Italia 2011 donde los australianos obtuvieron el tercer puesto y el de Sudáfrica 2012 donde los Junior Wallabies decepcionaron, finalizando en la octava posición.

## Palmarés
- Campeón del Super Rugby de 2014.
- Campeón de la Queensland Premier Rugby de 2011.